# ABS Jets
ABS Jets – czeska biznesowa linia lotnicza z siedzibą w Pradze. Głównym węzłem jest Port lotniczy Praga.

## Flota
W skład floty wchodzą następujące samoloty:
- 6 - Embraer Legacy 600
- 2 - Embraer Legacy 650
- 1 - Gulfstream G550
- 1 - Bombardier Learjet 60[2]